# NGC 95
NGC 95 je galaksija u zviježđu Ribe.

## Vanjske poveznice
- SEDS: NGC 0095